# تشاة بيد كوتشك (مقاطعة فارياب)
تشاة بيد كوتشك (بالفارسية: چاه بید کوچک) هي قرية تقع في البلدة المركزية في إيران. يقدر عدد سكانها بـ 23 نسمة .